# Now (álbum de Maxwell)
Now é o terceiro álbum de estúdio do músico norte-americano Maxwell, lançado mundialmente em 14 de Agosto de 2001 pela editora discográfica Columbia Records. Em 8 de Setembro de 2001, estreou na primeira posição da tabela musical americana Billboard 200, registrando aproximadamente 296 mil exemplares vendidos.

## Alinhamento de faixas
- Todas as canções foram compostas por Hod David, Stuart Matthewman, e Maxwell.

1. "Get to Know Ya" - 4:22
2. "Lifetime" - 5:29
3. "W/As My Girl" - 3:11
4. "Changed" - 4:07
5. "No One" - 4:41
6. "For Lovers Only" - 3:41
7. "Temporary Nite" - 4:22
8. "Silently" - 5:20
9. "Symptom Unknown" - 5:37
10. "This Woman's Work" (Kate Bush) - 4:00
11. "Now/At the Party" - 5:25

## Créditos
Os créditos foram adaptados do encarte do álbum e do sítio Allmusic.
- David A. Belgrave – marketing
- Mtichell Cohen – A&R
- Maxwell – vocais, produção

## Desempenho nas tabelas musicais
| País — Tabela musical (2001)                        | Melhor posição |
| --------------------------------------------------- | -------------- |
| Estados Unidos — Billboard 200                      | 1              |
| Estados Unidos — Top R&B/Hip-Hop Albums (Billboard) | 1              |